# Juan Rebolledo Clément
Juan Rebolledo Clément (* 9. April 1913 in Coatepec, Veracruz; † unbekannt) war ein mexikanischer Botschafter.

## Leben
Seine Eltern waren Concepción Clement und Juan B. Rebolledo. Er heiratete am 18. Mai 1946 Yolanda Gout, ihre Kinder waren Yolanda, Concepción, Juan, Javier, Fernando. Juan Rebolledo Clément schloss 1934 ein Studium der Rechtswissenschaft an der UNAM ab.
1942 leitete Juan Rebolledo Clément die Rechtsabteilung der Secretaria de Comunicaciones y Obras Publicas Licenciado Juan Rebolledo Clemente, Jefe del Departamento Jurídico. - General de división Manuel Ávila Camacho, Presidente de la República".
1944 war Juan Rebolledo Clément oberster Beamter in der Secretaría de Comunicaciones y Transportes.
1950 wurde ein Gesetz zur Schaffung der Comisión Nacional del Café erlassen. Als Präsident der Comisión Nacional del Café stellte Juan Rebolledo Clément fest, dass der Priester José Santiago Contreras 1808 die ersten 6000 Kaffeeschößlinge aus Äthiopien über Havanna nach Teocelo gebracht habe.

## Veröffentlichungen
- El café en el estado de Vera- cruz. "San Salvador, Federación Cafetalera Centro América - México - El Caribe, 1952. 12 p.
- Sistema de tarifas en radiodifusión", en Oiga. 1 8 de septiembre de 1943, p. 22. 158 Juan M. Durán.

| Vorgänger                  | Amt                                                                   | Nachfolger                      |
| -------------------------- | --------------------------------------------------------------------- | ------------------------------- |
| Ignacio Daniel Silva Arias | mexikanischer Botschafter in San José 29. Mai 1959 bis 8. August 1961 | Agustín Leñero Ruiz             |
| José Tomás Torres Talavera | mexikanischer Botschafter in Bogotá 8. August 1961 bis 30. April 1963 | Víctor Manuel Barceló Rodríguez |